# Catedral de San Pedro Apóstol (San Pedro Sula)
La Catedral Metropolitana San Pedro Apóstol se encuentra en la ciudad de San Pedro Sula, departamento de Cortés, en la república de Honduras, está dedicada a su santo patrón San Pedro Apóstol. Es el mayor icono representativo de la ciudad, símbolo de la fe católica del pueblo sampedrano y centro sede la Arquidiócesis de San Pedro Sula. 

## Historia

### Antecedentes

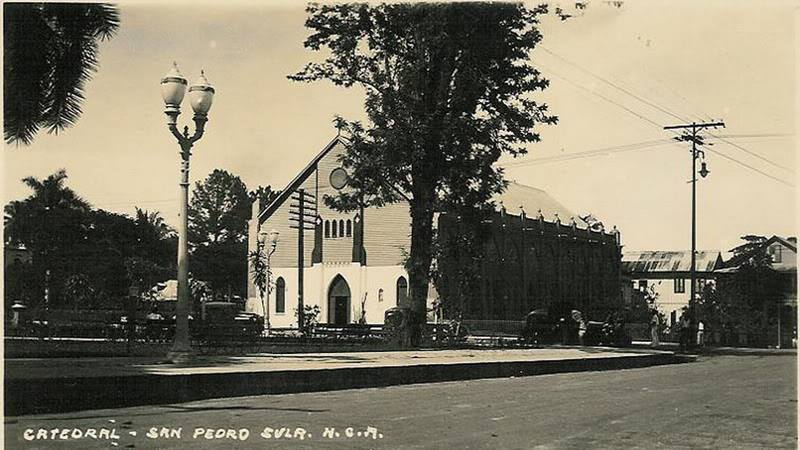
Fotografía de la segunda Catedral en 1933, tomada desde el Parque Luis Alfonso Barahona.

La Villa de San Pedro de Puerto Caballos fue fundada por el adelantado don Pedro de Alvarado en 27 de junio de 1536, a mediados del siglo XIX, la población de San Pedro sólo contaba con una ermita creada para la celebración del rito cristiano católico y dedicada a la Virgen del Rosario, en 1899 se consideró la creación de un edificio más amplio que la ermita, dicha construcción se comenzó a realizar en 1900 una nueva iglesia, con paredes de bahareque, techo de artesón de madera y tejas.
En 2 de febrero de 1916, el pontífice Benedicto XV, mediante la Bula “Quae Rei Sacre” funda la Arquidiócesis de Tegucigalpa con jurisdicción sobre las nuevas diócesis creadas para ello, como la de San Pedro Sula, como Vicariato apostólico. Quedando el anterior templo pequeño, acto que dio paso, a que la gente solicitara una catedral más amplia, para ello y siendo párroco el cura Rafael Oseguera, se fundó en 1936 una Organización pro iglesia catedral de San Pedro Apóstol
En 1947 se iniciaron los trabajos de la nueva catedral misma que fue diseñada por un arquitecto costarricense José Francisco Zalazar, el ingeniero a cargo de la obra fue el nacional Amilcar Gómez Rovelo, el maestro de obra fue Pablo Barahona. Al término de unos años, el 27 de septiembre de 1970 fue entregada la obra al Obispo de la Diócesis, Jaime Brufau Maciá.
Actualmente el sacerdote Glenis Geovany Mejía Ortiz es el Cura Párroco de la catedral desde el año 2017.El 26 de enero de 2023, el papa Francisco creó la Provincia Eclesiástica de San Pedro Sula, convirtiendo así a la catedral en sede metropolitana al ser elevada la Diócesis de San Pedro Sula a Arquidiócesis metropolitana de la nueva provincia eclesiástica.

## Descripción

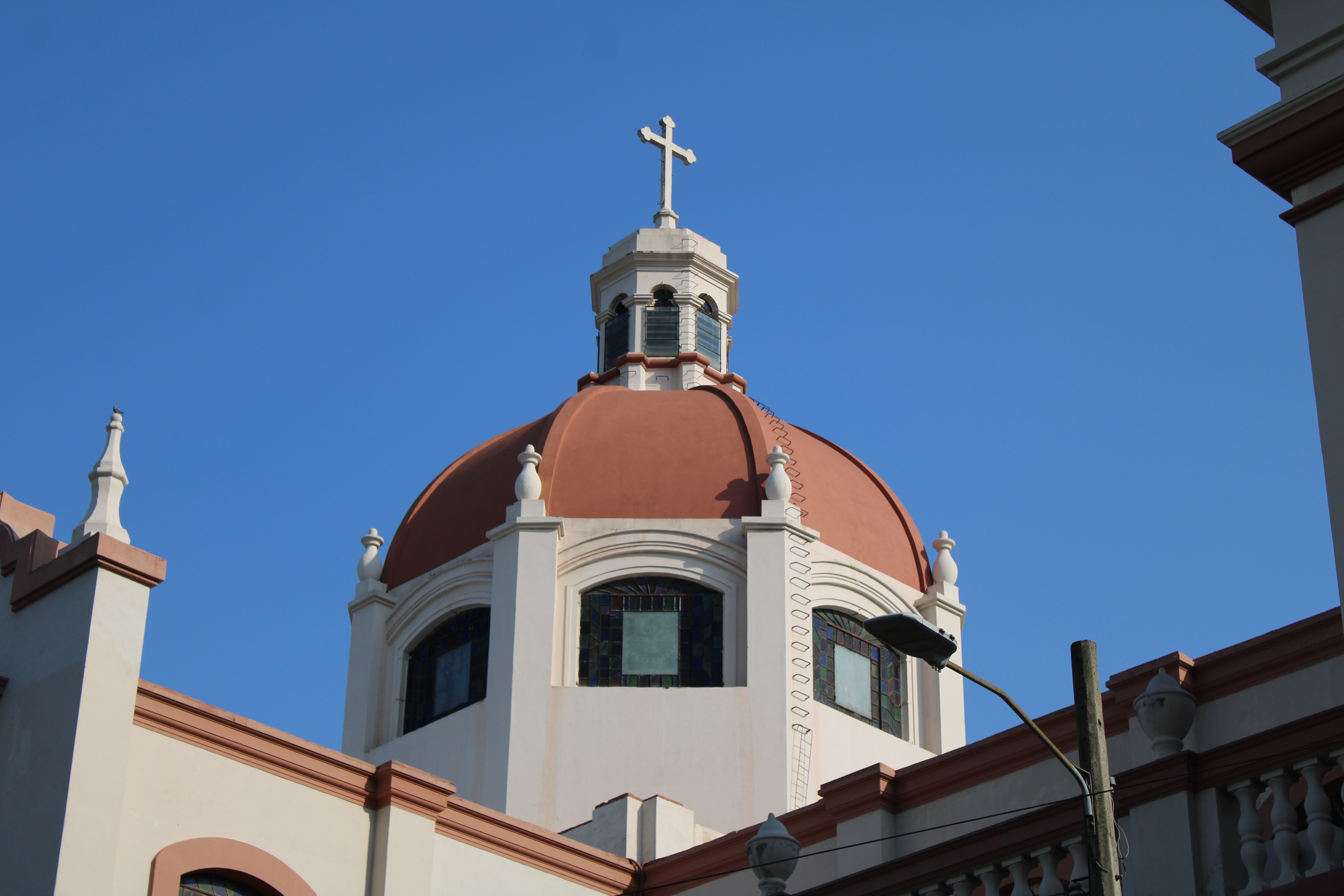
Exterior de la cúpula de la Catedral Metropolitana San Pedro Apóstol

La Catedral Metropolitana San Pedro Apóstol se encuentra frente al Parque Central general Luis Alonso Barahona de la ciudad de San Pedro Sula, tercera avenida, Barrio El Centro, su edificación es en cruz latina, con bóvedas que sostienen una cúpula central, la cual contiene pinturas de los 12 apóstoles realizada en el año de 1965 por un pintor de origen árabe.

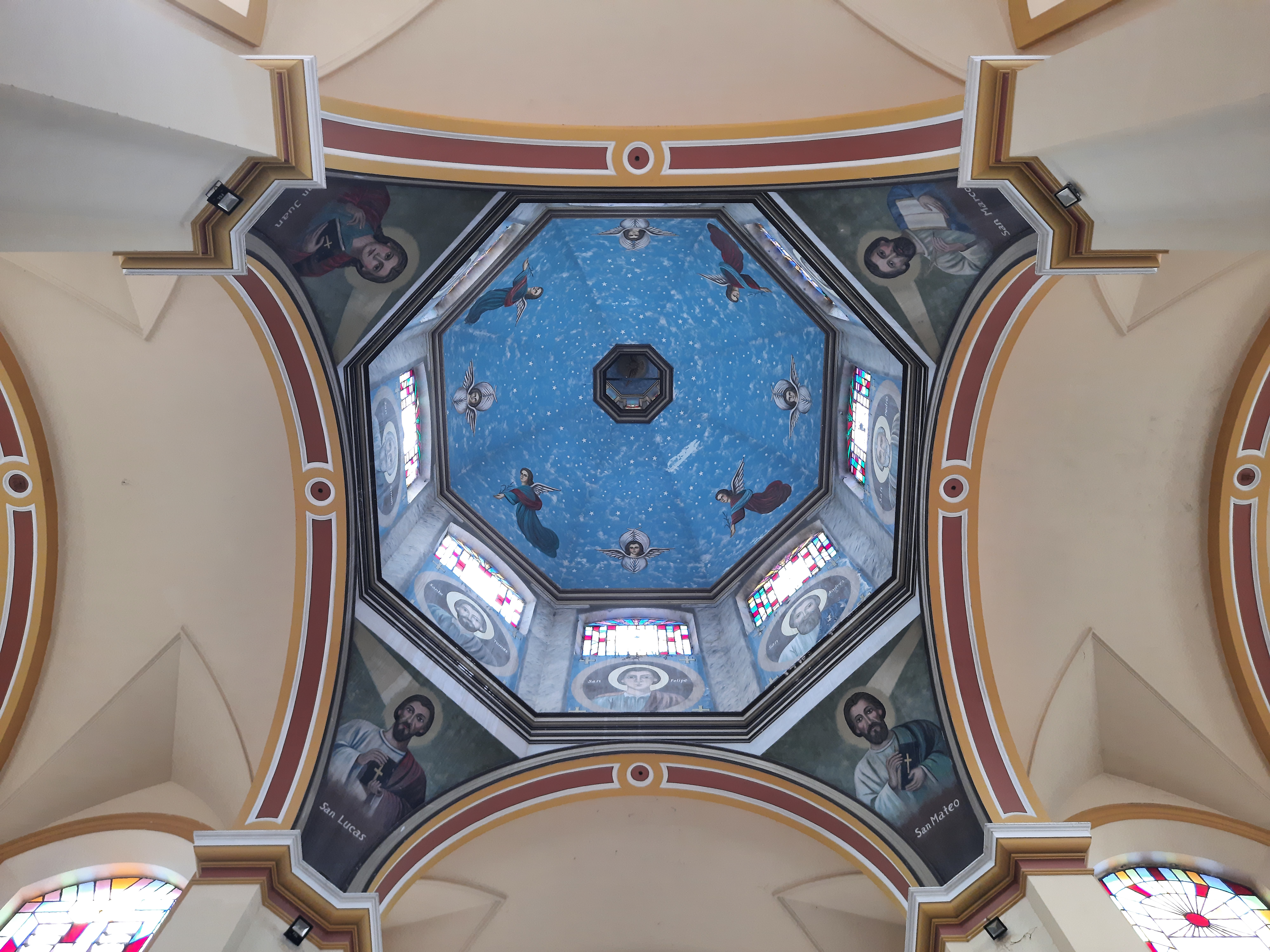
Interior y pinturas de la cúpula de la Catedral.

La fachada principal de la catedral esta complementada por dos torres campanarios a ambos lados, la puerta principal orientada al oeste y dos puertas más orientadas tanto a norte y sur, para acceso de la feligresía católica, el altar principal esta incrustado con su retablo respectivo en una de las aristas. Amplios ventanales con figuras cristianas que relatan la Santa Misa que se elevan sobre las paredes principales de la nave en cruz, dando un realce y dejando pasar la luminosidad y ventilación hacia el interior de la catedral. Las dimensiones de la catedral son las siguientes: 67 metros de largo por 38 metros de ancho, con una altura de 35 metros hasta su cúpula, el cual la convierte en el segundo templo católico más grande de Honduras.